# Elias Mayer
Elias Mayer, ursprünglich Mayer Elias oder Mayer Stuttgart (* zwischen 1733 und 1737 in Stuttgart; † 1803 in Mannheim), war ein kurfürstlich pfälzischer Hof- und Milizfaktor (1759) und ab 1778 Oberhoffaktor in Mannheim. Er war Erster Vorsteher der israelitischen Gemeinde Mannheim (erwähnt 1793).

## Familie
Elias Mayer war der Sohn des Elias Hayum, Hoffaktor in Stuttgart, später kurfürstlich pfälzischer Hof- und Milizfaktor in Mannheim, und der Judle geb. Schloß.
Er heiratete um 1760 Judle Geseke, die Tochter des Hamburger Kaufmanns Gottschalk Geseke. Er war der Vater des Kaufmanns Gottschalk Mayer.

## Leben
Mayer Elias kam mit seinen Eltern als Kleinkind von Stuttgart nach Mannheim, weshalb er auch Mayer Stuttgart genannt wurde.
Dort wurde er 1759 als kurfürstlich pfälzischer Hof- und Milizfaktor erwähnt. So erhielt er im Laufe des Siebenjährigen Krieges (1756–1763) im Jahr 1759 von der kurfürstlichen General-Staatskasse den Auftrag zur Ausrüstung der kurpfälzischen Truppen, wozu auch die Beschaffung vieler Millionen Gulden notwendig war, sowie einen Vorschuss von 30.000 fl, wofür Mayer seinen und seiner Frau gesamten Besitz verpfändet hatte. Nach Abschluss des Krieges wurde ihm ungerechtfertigte Bereicherung vorgeworfen und es wurde deshalb parallel zu seiner eigenen insgeheim eine Gegen-Abrechnung erstellt. Glücklicherweise lag Mayers eigene Abrechnung aber um eine halbe Million unter der Gegenrechnung, so dass er vollständig rehabilitiert wurde.
Mehrmals nutzte er seine Stellung bei Hof für Belange der Gemeinde. So milderte Karl Theodor 1775 auf Bitten Mayers die Bestimmung, dass Juden das Wohnen in bestimmten Straßen Mannheims verboten sein sollte, dahingehend ab, dass sie dort bleiben, aber keine neuen Häuser bauen durften.
Nach Beendigung des einjährigen Bayerischen Erbfolgekrieges wurde die Residenz von Mannheim nach München verlegt, weshalb auch Mayer mehrmals im Jahr nach München reisen musste.
Im Jahre 1778 wurde er vom Kurfürsten Karl Theodor zum Oberhoffaktor ernannt und ihm eine Bitte gewährt, worauf er – geprägt durch seine Erfahrungen als Heereslieferant – die Zusage erbat, dass ihm selbst und keinem seiner Söhne jemals mehr gestattet werde, Lieferungsgeschäfte für die Regierung zu übernehmen (siehe Gottschalk Mayer). Dieses Versprechen wurde ihm gegeben.
1797 bekam er die Zusicherung durch Maximilian Joseph, den Pfalzgrafen von Zweibrücken, dass Mayer und seinen beiden Söhnen auch nach dem Tod des regierenden Kurfürsten ihre Privilegien und Gehaltsbezüge erhalten blieben.
Mayer war ein angesehener Mann, galt aber, da als Jude erkennbar, bei Hofe als Außenseiter. Der Kurfürst bot einmal an, sein Gehalt zu erhöhen, wenn Mayer seinen Bart abnehmen würde, doch lehnte dieser dieses Ansinnen aus religiöser Überzeugung entschieden ab. Ab 1793 wurde er als Erster Vorsteher der israelitischen Gemeinde von Mannheim erwähnt.
Als Anerkennung für seine Dienste erhielt Mayer eine lebenslange Besoldung in Gold, Futter für zwei Pferde, Holz und Wein. Er blieb bis zu seinem Tod 1803 im jüdischen Glauben verwurzelt und in seinem alten Mannheimer Haus in G2 innerhalb der jüdischen Gemeinde wohnen.